# Santa Luzia d’Oeste
Santa Luzia d'Oeste – miasto i gmina w Brazylii, w stanie Rondônia. Znajduje się w mezoregionie Leste Rondoniense i mikroregionie Cacoal.